# Filialkirche St. Thomas in Hartmannsdorf

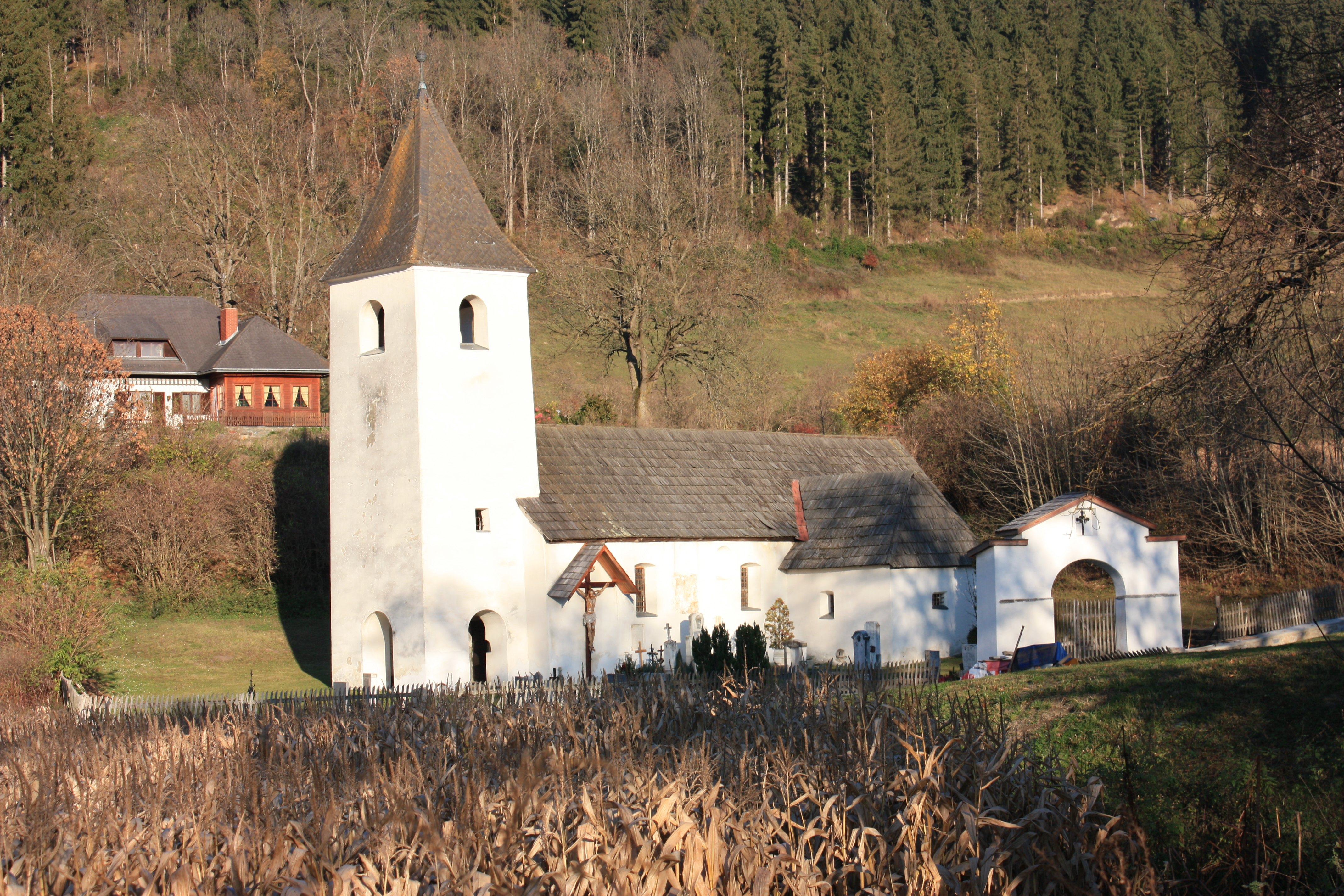

Die römisch-katholische Filialkirche St. Thomas in Hartmannsdorf in der Gemeinde Friesach wurde erstmals 1241 urkundlich genannt. Die Pfarre Hartmannsdorf war bis zur josephinischen Pfarrreform 1784 eigenständig, danach eine Filiale von Gaisberg. Seit 1972 gehört die Filiale St. Thomas zur Stadtpfarre Friesach.

## Baubeschreibung
Das Gotteshaus ist ein einschiffiger, romanischer Bau mit einem geraden Chorschluss. Im westlichen Vorhallenturm mit rundbogigen Schallfenstern und einem Pyramidendach hängt eine Glocke aus dem 13. Jahrhundert. An der Südseite ist eine gotische Sakristei angebaut.  Die Freskenreste stammen wohl vom Ende des 13. Jahrhunderts, das Fragment des Christophorusfreskos an der Südseite aus dem 15. Jahrhundert.
Dem flachgedeckten Langhaus wurde im Barock eine hölzerne Westempore eingebaut. Ein korbbogenförmiger Triumphbogen verbindet das Langhaus und den Chor mit Gewölbe#Kreuzgewölbe.
Die fragmentarisch erhaltenen, frühgotischen Fresken aus dem frühen 14. Jahrhundert zeigen im Chorgewölbe Christus in der Mandorla, die Evangelistensymbole und die Verklärung Christi. Im nördlichen Wandfeld sind Szenen aus dem Leben von Thomas von Canterbury zu sehen.

## Einrichtung
Der Hochaltar ist ein kleiner Wandaltar ohne Architekturaufbau aus dem zweiten Viertel des 18. Jahrhunderts. Auf ihm steht eine Schnitzgruppe mit dem Ungläubigen Thomas und seitlich den Heiligen Donatus und Leonhard.
Der rechte Seitenaltar aus der Mitte des 17. Jahrhunderts besteht aus einer kleinen Ädikula mit seitlichen Konsolfiguren und einem gesprengten Volutengiebel mit kleinem Postament im Aufsatz. Das Altarblatt zeigt den heiligen Hieronymus. Die Figuren stellen die Heiligen Rupert und Gregor dar.
Die um 1700 gebaute Kanzel ist an der Vorderseite der Brüstung mit den halbfigurigen Darstellungen der Apostel Jakobus Major und Philippus geschmückt.